# 1976年夏季奥林匹克运动会自行车比赛
1976年夏季奥林匹克运动会自行车比赛在蒙特利尔举行。

## 奖牌榜

### 公路
| Event                         | 金牌                                                                                 | 银牌                                                                                              | 铜牌                                                                   |
| Individual road race （詳細） | 贝恩特·约翰松 · 瑞典（SWE）                                                          | 朱塞佩·马丁内利 · 意大利（ITA）                                                                   | 米奇斯瓦夫·诺维茨基 · 波兰（POL）                                      |
| Team time trial （詳細）      | 苏联（URS） · Aavo Pikkuus · Valery Chaplygin · Anatoly Chukanov · Vladimir Kaminsky | 波兰（POL） · 理夏德·舒尔科夫斯基 · 塔德乌什·梅特尼克 · 米奇斯瓦夫·诺维茨基 · 斯坦尼斯瓦夫·绍兹达 | 丹麦（DEN） · Jørn Lund · Verner Blaudzun · Gert Frank · Jørgen Hansen |

### 场地
| Event                       | 金牌                                                                | 银牌                                                                               | 铜牌                                                                  |
| Individual pursuit （詳細） | Gregor Braun · 西德（FRG）                                          | Herman Ponsteen · 荷兰（NED）                                                      | 托马斯·胡施克 · 东德（GDR）                                           |
| Team pursuit （詳細）       | 西德（FRG） · Peter Vonhof · Gregor Braun · 汉斯·卢茨 · 金特·舒马赫 | 苏联（URS） · Viktor Sokolov · Vladimir Osokin · Aleksandr Perov · Vitaly Petrakov | 英国（GBR） · 伊恩·哈勒姆 · 伊恩·班伯里 · 迈克尔·本内特 · 罗宾·克罗克 |
| Sprint （詳細）             | 安东·特卡奇 · 捷克斯洛伐克（TCH）                                   | 达尼埃尔·莫勒隆 · 法国（FRA）                                                      | 于尔根·格施克 · 东德（GDR）                                           |
| 1 km time trial （詳細）    | 克劳斯-于尔根·格林克 · 东德（GDR）                                  | Michel Vaarten · 比利时（BEL）                                                     | Niels Fredborg · 丹麦（DEN）                                          |

## 参赛国家
| - 安提瓜和巴布达（2） - 阿根廷（4） - （12） - 奥地利（6） - 巴巴多斯（2） - 比利时（7） - 玻利维亚（1） - 保加利亚（6） - 喀麦隆（4） - 加拿大（11） - 智利（2） - 哥伦比亚（11） - 哥斯达黎加（1） |  | - 古巴（6） - 捷克斯洛伐克（11） - 丹麦（11） - 东德（11） - 芬兰（1） - 法国（14） - 英国（11） - 希腊（1） - 香港（4） - 匈牙利（1） - 伊朗（7） - 爱尔兰（2） |  | - 意大利（14） - 牙买加（3） - 日本（5） - 卢森堡（2） - 马来西亚（1） - 墨西哥（2） - 荷兰（12） - 新西兰（4） - 尼加拉瓜（4） - 挪威（8） - 波兰（11） - 圣马力诺（1） |  | - 苏联（12） - 西班牙（4） - 瑞典（6） - 瑞士（6） - 泰国（6） - 特立尼达和多巴哥（2） - 土耳其（1） - 美国（13） - 乌拉圭（5） - 委内瑞拉（6） - 西德（12） - 南斯拉夫（2） |

## 各国奖牌榜
| 排名 | 国家／地区   | 金牌 | 银牌 | 铜牌 | 總數 |
| ---- | ------------ | ---- | ---- | ---- | ---- |
| 1    | 西德         | 2    | 0    | 0    | 2    |
| 2    | 苏联         | 1    | 1    | 0    | 2    |
| 3    | 东德         | 1    | 0    | 2    | 3    |
| 4    | 捷克斯洛伐克 | 1    | 0    | 0    | 1    |
| 4    | 瑞典         | 1    | 0    | 0    | 1    |
| 6    | 波兰         | 0    | 1    | 1    | 2    |
| 7    | 比利时       | 0    | 1    | 0    | 1    |
| 7    | 法国         | 0    | 1    | 0    | 1    |
| 7    | 意大利       | 0    | 1    | 0    | 1    |
| 7    | 荷兰         | 0    | 1    | 0    | 1    |
| 11   | 丹麦         | 0    | 0    | 2    | 2    |
| 12   | 英国         | 0    | 0    | 1    | 1    |